# Per Berthelsen
Per Berthelsen (* 12. Februar 1950 in Qeqertarsuaq) ist ein grönländischer Politiker, Rockmusiker, Lehrer und Journalist.

## Familie und Leben
Per ist der Sohn von Rasmus Hans Pavia Karl Berthelsen (1905–1980) und seiner Frau Ane Sofie Bolette Marie Egede (1916–1981). Sein Vater war von 1955 bis 1971 Bürgermeister der Gemeinde Nuuk. Christian Berthelsen (1916–2015) war sein Onkel. Er selbst heiratete am 28. Mai 1988 die Lehrerin Helene Broberg (* 1953), Tochter des Kapitäns Lars Broberg († 1968) und seiner Frau Dorthe Olsvig († 2001). Sie brachte unter anderem die Tochter Julie (* 1979) mit in die Ehe, die eine bekannte Popsängerin ist. Er ist zudem der Vater der Restauratorin Krissie Berthelsen Winberg (* 1972), die Vorsitzende der grönländischen Wirtschaftsorganisation ist, und von Palu Berthelsen (* 1990).
Per Berthelsen erlangte 1967 den Realschulabschluss in Nuuk, besuchte anschließend die Sorø Akademi und bestand 1975 sein Lehrerexamen in Holbæk. Anschließend wurde er für fünf Jahre Lehrer in Nuuk. Von 1980 bis 1982 war er Sekretariatschef bei der Inuit Circumpolar Conference, von 1982 bis 1984 arbeitete als Unterchef und dann bis 1985 als Redakteur für Kalaallit Nunaata Radioa. Von 1985 bis 1988 war er Marketing- und Informationschef bei Nuna Bank. 1988 machte er sich selbstständig mit einem Marketings- und Informationsbüro. Von 1991 bis 1992 war er Direktor von Julemændens Værksted Anschließend arbeitete er wieder als Lehrer.
Ab 1991 war er grönländischer Repräsentant der dänischen Musikverwertungsgesellschaft KODA. 1998 wurde er Vorsitzender des Kulturzentrums Katuaq.
Er wurde am 23. Juni 2004 mit dem Nersornaat in Silber ausgezeichnet.
2011 wurde er wegen einer lebensbedrohlichen Rückenmarksentzündung ins Rigshospitalet eingeliefert, genas jedoch wieder.

## Politikkarriere
Per Berthelsens politische Karriere begann in der Zentrumspartei Akulliit Partiiat, für die er 1993 in den Rat der Gemeinde Nuuk gewählt wurde. Er trat bei der Parlamentswahl 1995 an, erhielt aber nicht genügend Stimmen, um ins Parlament einzuziehen.
1997 wurde er Mitglied der Siumut, nachdem er die Akulliit Partiiat verlassen hatte. Im selben Jahr konnte er erneut in den Gemeinderat einziehen und wurde zum Vizebürgermeister ernannt. Er kandidierte ein weiteres Mal bei der Parlamentswahl 1999 und konnte erstmals ins Inatsisartut einziehen.
2002 wurde er aus der Siumut ausgeschlossen und gründete daraufhin die Demokraatit, deren Vorsitzender er wurde. Im selben Jahr erhielt er bei der Parlamentswahl 2002 die meisten Stimmen aller Kandidaten und verteidigte somit seinen Parlamentssitz. Bei der Kommunalwahl 2005 zog er auch ein weiteres Mal in den Rat der Gemeinde Nuuk ein. Bei der Parlamentswahl 2005 erhielt er erneut die meisten Stimmen aller Kandidaten und zog zum dritten Mal in Folge ins Parlament ein. Bei der Kommunalwahl 2008 zog er in den Rat der neuen Kommuneqarfik Sermersooq ein.
Im Juli 2008 zerstritt er sich mit seiner Partei und wurde als Parteivorsitzender durch Jens B. Frederiksen ersetzt, woraufhin er die Partei verließ, um sich im September wieder der Siumut anzuschließen. Wenige Tage später wurde er als Nachfolger von Aleqa Hammond zum Finanz- und Außenminister im Kabinett Enoksen V gewählt und ließ sich daraufhin im Gemeinderat beurlauben. Bei der Parlamentswahl 2009 erhielt er deutlich weniger Stimmen als noch vier Jahre zuvor, konnte aber dennoch einen Parlamentssitz erzielen. Zugleich nahm er die kommunalpolitische Arbeit in der Kommuneqarfik Sermersooq auf. Bei der Parlamentswahl 2013 konnte er das Parlament nur noch über den dritten Nachrückerplatz erreichen. Bei der Kommunalwahl 2013 konnte er hingegen zum sechsten Mal in Folge in den Kommunalrat einziehen. Bei der Parlamentswahl 2014 konnte er jedoch kaum noch Stimmen erzielen und schied aus dem Parlament aus. Im Frühjahr 2017 zerstritt er sich erneut mit seiner Partei, verließ die Siumut und beendete seine politische Karriere.
Er machte dennoch acht Jahre später ein politisches Comeback und trat für die Demokraatit bei der Parlamentswahl 2025 an und wurde im Alter von 75 Jahren als vermutlich ältester Abgeordneter der Geschichte wieder in Inatsisartut gewählt. Er erreichte zudem den ersten Nachrückerplatz seiner Partei in der Kommuneqarfik Sermersooq bei der Kommunalwahl 2025.

## Musikkarriere
Per Berthelsen war bereits in seiner Kindheit ein Kinderstar in Grönland. Schon im Alter von fünf Jahren gab er Platten raus. Während seines Aufenthalts in Sorø gründete er 1970 zusammen mit Malik Høegh die Rockband Sumé. 1973 debütierten sie auf dem Roskilde-Festival. Sie wurden als John Lennon und Paul McCartney Grönlands wahrgenommen, sprachen mit ihrer Musik den Wunsch nach grönländischer Selbstständigkeit an und prägten nachfolgende Generationen an Musikern. 1977 löste sich die Band wieder auf, tritt aber heute noch zu speziellen Anlässen auf. Per Berthelsen hatte von 1980 bis 1989 ein eigenes Tonstudio und einen Musikverlag.